# La dama bianca (film 1938)
La dama bianca è un film del 1938 diretto da Mario Mattoli.
Il film è tratto da un'opera teatrale di Aldo De Benedetti e Guglielmo Zorzi.

## Trama
L'avvocato Giulio Gualandi progetta l'ennesima scappatella a Viareggio mentre è con la moglie in vacanza a Cervinia. Sua moglie Marina, forse più rassegnata che arrabbiata, confida la sua tristezza per il comportamento del marito all'amica Isabella, che è con lei in vacanza. Nell'albergo dove si trovano c'è un mistero: di notte si aggira il fantasma di una donna, denominata Dama bianca, che entra a mezzanotte nelle stanze di uomini soli, li bacia e poi scompare. 
Questo mistero innesca una serie di reazioni: un altro ospite dell'albergo Savelli cerca in tutti i modi di capire l'identità della misteriosa figura, spargendo borotalco sul pavimento o tendendo dei fili nel corridoio; Isabella, sia pure divertita dalla storia, la considerea inadatta alla nipote Ginevra e allontata la giovane ogni volta che si affronta l'argomento mentre Gualandi, rinuncia alla scappatella nella speranza di ricevere la visita della dama che in effetti avviene. 
Il mattino dopo mentre Gualandi soddisfatto e felice per la visita notturna scopre che la moglie ha visto una donna entrare in camera sua e lui inventa una storia ammettendo che una donna è entrata ma è subito svenuta. Allora lei gli confessa di essere uscita per baciare un uomo ma non gli rivela l'identità. Anche Savelli ha ricevuto la visita della Dama e Giulio si convince che sia stato baciato dalla moglie quindi decide di allontanarsi con lui per tutto il giorno mentre nell'albergo si organizza una serata con le donne vestite di bianco e gli uomini di nero.
Durante la festa Savelli viene nuovamente baciato e questo non fa che aumentare la gelosia di Giulio che sorvegliando la camera dell'uomo irrompe nella stessa dopo aver visto entrare una dama velata convinto che si tratti della moglie mentre invece si tratta della giovane Ginevra innamorata da sempre di Savelli. 
Giulio torna da Marina per chiarirsi con lei contento di non essere stato tradito ma i due continuano a battibeccare con la donna che cerca di mantenere un certo mistero. Quella stessa notte si scopre la verità. La storia della dama bianca era stata inventata dall'albergatore per attirare la clientela.

## Produzione
Il film fu prodotto dalla Fono-Roma, una società fino ad allora dedicata esclusivamente alla produzione dei doppiaggi. Gli interni furono girati negli studi della Farnesina, mentre le riprese esterne e nell'albergo di montagna si sono svolte a Breuil-Cervinia, una località nei pressi del Cervino.

## Critica
(Mario Gromo)